# Эктродактилия
Эктродактилия  (др.-греч. έκτρωμα — преждевременное рождение + δάκτυλος — палец) — врождённый порок развития, характеризующийся отсутствием или недоразвитием одного или нескольких пальцев кистей и (или) стоп. Может сочетаться с отсутствием пястных и плюсневых костей; при центральном расположении дефекта образуется расщелина, разделяющая кисть или стопу на 2 части (например, «клешнеобразная кисть»). Расщепление кисти может сочетаться с синдактилией, брахидактилией, клинодактилией. Возможно оперативное лечение — косметическое или с целью улучшения функции.
Различают монодактилию (1 палец), дидактилию (2 пальца), тридактилию (3 пальца) и тетрадактилию (4 пальца). Чаще всего встречается дидактилия (рачья клешня), причём иногда расщепление между пальцами распространяется на metacarpus и на metatarsus (клешня омара).